# Stybbhätting
Stybbhätting (Conocybe aberrans) är en svampart som först beskrevs av Robert Kühner, och fick sitt nu gällande namn av Robert Kühner 1935. Conocybe aberrans ingår i släktet Conocybe och familjen Bolbitiaceae.   Inga underarter finns listade i Catalogue of Life.
I den svenska databasen Dyntaxa används istället namnet Pholiotina filipes för samma taxon.  Arten är reproducerande i Sverige.